# Катерина Висконти (1342 – 1382)
Вижте пояснителната страница за други личности с името Катерина Висконти.
Катерина Висконти (на италиански: Caterina Visconti; * 1342, Милано, Сеньория Милано; † 10 март 1382, Мантуа) е италианска благородничка и чрез брак господарка на Мантуа.

## Произход
Тя е дъщеря на Матео II Висконти (1319 – 1355), съгосподар на Милано, и на съпругата му Джильола Гонзага (ок. 1325 – ок. 1377). Има една сестра Андреола († 1376), абатеса на Сан Маурицио. Нейни дядо и баба по бащина линия са Стефано Висконти, господар на Арона, и Валентина Дория, а по майчина – Филипино Гонзага, кондотиер, и Анна Довара. Има една сестра:
- Андреола († 1376), абатеса на Сан Маурицио.

## Брак и потомство
Едва родена, Катерина е обещана на Бертолдо I д'Есте, господар на Ферара, но той умира на следващата година (1343).
Омъжва се два пъти:
∞ 1. 1358 за Уголино Гонзага (* 1320, Мантуа; † 14 октомври 1362, Мантуа, убит), братовчед на майка ѝ, син на Гуидо Гонзага, капитан на народа на Мантуа, и на Беатриче ди Бар, от когото има един син:
- Бернабò Гонзага († 1368)[2]

∞ 2. за Фелтрино Гонзага ди Новелара (ок. 1330, Мантуа; † 28 декември 1374, Падуа), господар на Новелара и Баньоло, кондотиер, имперски викарий на Реджо, брат на нейния дядо), от когото няма деца.